# Wu Shu-fen
Wu Shu-fen (chiń. trad. 吳淑芬; pinyin Wú Shūfēn; ur. 7 kwietnia 1989 w Taoyuan) – tajwańska siatkarka grająca na pozycji środkowej. Obecnie występuje w drużynie Taiwan Power.